# Jean IV de Mecklembourg
Jean IV de Mecklembourg, (en allemand : Johann IV von Mecklenburg), né en 1370, décédé le 16 octobre 1422.
Il fut co-duc de Mecklembourg-Schwerin de 1384 à 1422.

## Famille
Fils de Magnus Ier de Mecklembourg et de Élisabeth de Poméranie.

### Mariages et descendance
En 1400, Jean IV de Mecklembourg épousa Jutta de Hoya (†1415), (fille du comte Othon III de Hoya).
Un enfant est né de cette union :
- Magnus de Mecklembourg

Veuf, Jean IV de Mecklembourg épousa en 1416 Catherine de Saxe-Lauenbourg (en) (†1450), (fille du duc Éric IV de Saxe-Lauenbourg).
Deux enfants sont nés de cette union :
- Henri IV de Mecklembourg ;
- Jean V de Mecklembourg.

## Biographie
Après le décès de son père en 1384, Jean IV de Mecklembourg régna conjointement avec son cousin Albert IV de Mecklembourg (fils de Henri III de Mecklembourg) et son oncle Albert de Mecklembourg. Le 13 février 1419 il fonda avec le Conseil de la ville hanséatique de Rostock et son cousin Albert V de Mecklembourg l'université de Rostock. Ce fut la première université créée dans toute l'Allemagne du Nord et dans toute la région de la mer Baltique.

## Généalogie
Jean IV de Mecklembourg appartient à la lignée du duché de Mecklembourg-Schwerin, cette lignée appartient à la première branche de la Maison de Mecklembourg.